# وراثة نسبة الذكاء

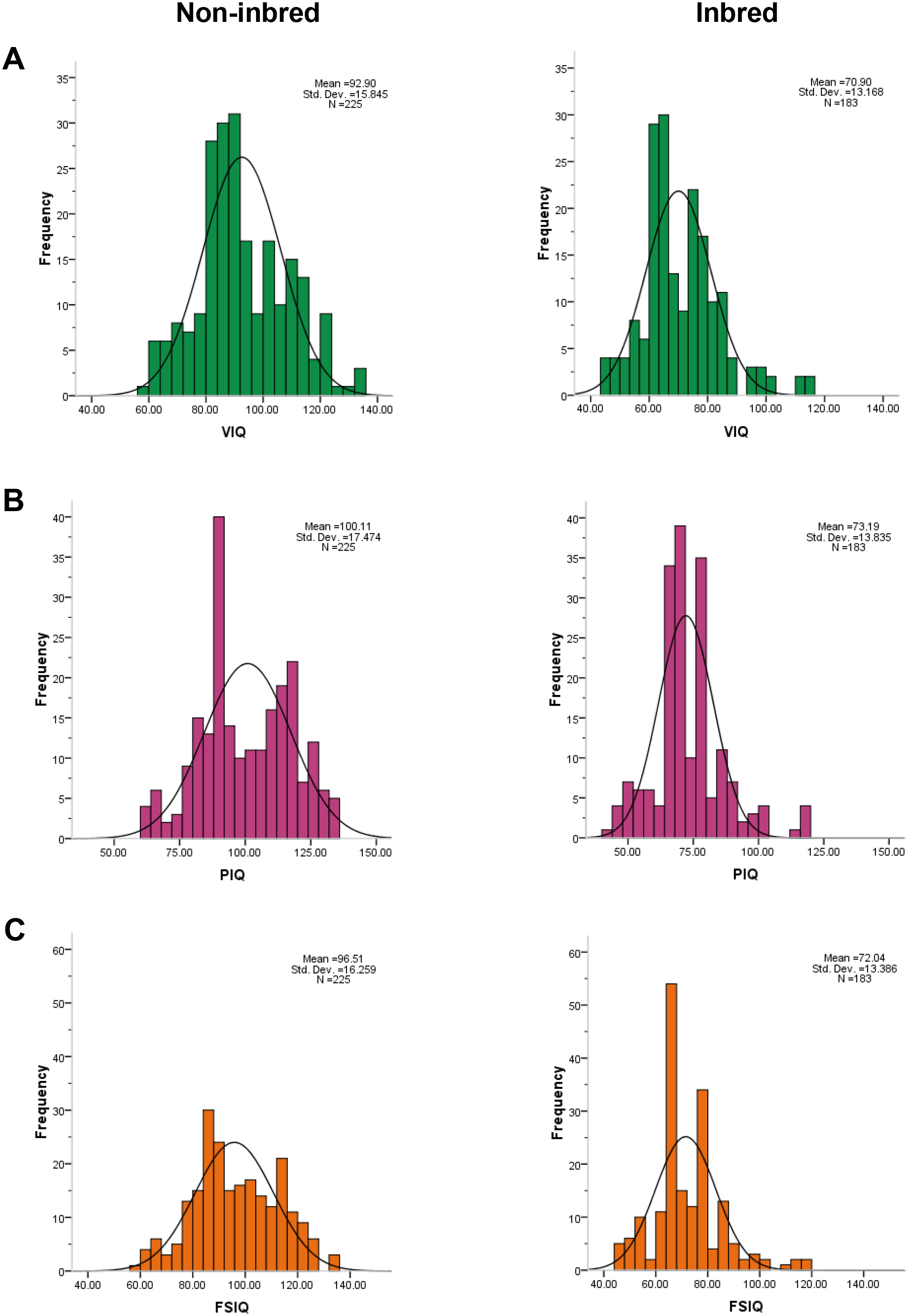
رسم بياني لتوضيح النسب الوراثية للذكاء

تشير الأبحاث العلمية حول مسألة وراثة نسبة الذكاء، والتي تنطلق من تشابه نسبة الذكاء لدى الأشخاص الذين تربطهم صلة قرابة قوية، إلى أن معدل تباين نسبة الذكاء بين الأفراد في مجتمع مرتبط بالتنوع الوراثي داخله. يوفر هذا تقديرًا للتأثير الوراثي مقابل التأثير البيئي للتنوع الظاهري في نسبة الذكاء في تلك المجموعة من السكان، إذ أن العوامل البيئية يمكن أن تكون مرتبطة بعوامل وراثية. يشير مصطلح «الوراثة» في هذا السياق إلى المساهمة الوراثية في التباين داخل مجتمع ما وفي بيئة محددة». بمعنى آخر، الوراثة هي تقدير رياضي يشير إلى حد أعلى من مقدار التباين في السمات داخل ذلك المجتمع الذي يمكن أن يُعزى إلى الجينات. نشأ جدل كبير في المجتمع الأكاديمي حول وراثة نسبة الذكاء منذ أن بدأت الأبحاث حول هذه القضية في أواخر القرن التاسع عشر. يُعرف الذكاء في المعدل الطبيعي بأنه سمة متعددة الجينات، وهذا يعني أنه يتأثر بأكثر من جين واحد (أكثر من 500 جين).
توصلت الدراسات التوأمية على الأفراد البالغين إلى نسبة وراثية لنسبة الذكاء بين 57% و73% مع أحدث الدراسات التي أظهرت نسبة وراثة نسبة الذكاء التي وصلت إلى 80% و86%. تنتقل نسبة الذكاء من الارتباط الضعيف بالوراثة، لدى الأطفال، إلى الارتباط القوي بالوراثة لدى المراهقين والبالغين المتأخرين. تزداد وراثة نسبة الذكاء مع تقدم العمر وتصل إلى نسبة متقاربة بين 18-20 عامًا وتستمر في هذا المستوى إلى مرحلة البلوغ. تُعرف هذه الظاهرة باسم تأثير ويلسون. تشير الدراسات الحديثة إلى أن صفات الأسرة والأبوّة لا تساهم إلى حد ما بشكل كبير في تباين درجات الذكاء، ويمكن أن يكون لظروف البيئة الأبوية قبل الولادة وسوء التغذية والمرض آثارًا ضارة.

## التقديرات

### بيئة عائلية مشتركة
توجد بعض التأثيرات العائلية على نسبة ذكاء الأطفال، وتمثل ما يصل إلى ربع الفرق. تُظهر دراسات أن الأخوة بالتبني لا يشبهون بعضهم في نسبة الذكاء أكثر من الغرباء عند بلوغ سن الرشد، ويُظهر الأشقاء الأصليين البالغين ارتباط نسبة ذكاء بنسبة 0.24. وجدت بعض الدراسات التي أجريت على توأمين تربيا بشكل منفصل بأنهما يتشاركان بنفس التأثر البيئي بنسبة 10% على الأقل إلى مرحلة البلوغ المتأخرة (بوشارد، 1990). تعزو جوديث ريتش هاريس هذا إلى الافتراضات المتحيزة في منهجية الدراسات الكلاسيكية الخاصة بالتوائم والتبني.
توجد بعض الجوانب البيئية المشتركة بين أفراد الأسرة (مثل الصفات الخاصة بالمنزل). تمثل هذه البيئة العائلية المشتركة 0.25-0.35 من معدل التباين في نسبة الذكاء عند الأطفال، وتكون هذه النسبة منخفضة جدًا (صفر في بعض الدراسات) بحلول أواخر سن المراهقة. هناك تأثير مماثل لعدة سمات نفسية أخرى. لم تبحث هذه الدراسات في تأثيرات البيئات القاسية كما في العائلات سيئة التعامل.
ينص تقرير الجمعية الأمريكية للأمراض النفسية بعنوان «الذكاء: المعروف والمجهول» (1995) على أنه لا يوجد شك في أن نمو الطفل الطبيعي يتطلب مستوى أدنى من الرعاية المسؤولة. للبيئات المحرومة بشدة أو المهملة أو المسيئة آثارًا سلبية على العديد من جوانب النمو بما في ذلك الجوانب الفكرية. أما خارج هذا الحد الأدنى، فيُعد دور تجربة الأسرة محط جدال. لا شك في أن بعض المتغيرات مثل موارد المنزل واستخدام الوالدين للغة ترتبط بنتائج نسبة الذكاء عند الأطفال، لكن هذه الارتباطات قد تتوسط فيها عوامل جينية و/أو بيئية.

### البيئة العائلية غير المشتركة والبيئة خارج الأسرة
يعامل الآباء أطفالهم بشكل مختلف، وتفسر هذه المعاملة المختلفة فقط مقدارًا صغيرًا من التأثير البيئي غير المشترك. تقول إحدى الاقتراحات إن الأطفال يتفاعلون بشكل مختلف مع نفس البيئة بسبب اختلاف الجينات. تتجسد أغلب التأثيرات الأكثر ترجيحًا بتأثير الزملاء والتجارب الأخرى خارج العائلة. على سبيل المثال، يكون لدى الأشقاء الذين عاشوا في نفس الأسرة أصدقاء ومعلمين مختلفين ويمكن أن يصابوا بأمراض مختلفة. يمكن أن يكون هذا العامل أحد الأسباب التي تؤدي إلى انخفاض درجة ارتباط نسبة معدل الذكاء بين الأشقاء مع تقدمهم في السن.

### سوء التغذية والأمراض
يمكن لبعض الاضطرابات الأيضية الفردية أن تؤثر بشدة على الذكاء. تمثّل بيلة الفينيل كيتون (أو البوال التخلفي) مثالًا على ذلك مع وجود منشورات تدل على قدرة بيلة الفينيل كيتون على إنتاج عشر نقاط في متوسط نسبة الذكاء. وجدت التحاليل التلوية أن العوامل البيئية، مثل نقص اليود، يمكن أن تؤدي إلى انخفاض كبير في متوسط نسبة الذكاء، وتبين أن نقص اليود ينتج عنه انخفاض قدره 12.5 نقطة في متوسط نسبة الذكاء.

### التحقيقات الوراثية الجزيئية
أظهرت مقالة بحثية صدرت في عام 2009 أكثر من 50 شكل جيني متعدد أُبلغ عنها على أنها مرتبطة بالقدرة المعرفية في العديد من الدراسات، ولكنها لاحظت أن اكتشاف أحجام التأثير الصغيرة وعدم تكرارها هو ما ميز هذا البحث حتى الآن. حاولت دراسة أخرى تكرار 12 ارتباطًا أُبلغ عنهم بين المتغيرات الوراثية المحددة والقدرة المعرفية العامة في ثلاث قواعد بيانية كبيرة، ولكنها وجدت أن واحدًا فقط من الأنماط الوراثية كان مرتبطًا بشكل كبير بالذكاء العام في إحدى العينات، وهي نتيجة متوقعة في حال الصدفة فقط. توصل الباحثون إلى أن معظم الارتباطات الوراثية المبلغ عنها مع الذكاء العام هي على الأرجح إيجابيات كاذبة ناجمة عن أحجام عينات غير كافية. اقترحت الدراسات الأخرى أن تأثيرات المتغيرات الفردية صغيرة جدًا لدرجة أن العينات الكبيرة جدًا مطلوبة للكشف عنها بشكل موثوق، وذلك بحجة أن المتغيرات الوراثية الشائعة تفسر الكثير من التباين في الذكاء العام. يرتبط التنوع الوراثي بين الأفراد ارتباطًا وثيقًا بنسبة الذكاء.